# دیوید هولت (هنرپیشه)
دیوید جک هولت (مشهور به دیوید هولت، انگلیسی: David Jack Holt؛ ۱۴ اوت ۱۹۲۷ – ۱۵ نوامبر ۲۰۰۳)، بازیگر، آهنگساز، رقصنده، و ترانه‌سرای اهل ایالات متحده آمریکا بود.
از فیلم‌ها یا برنامه‌های تلویزیونی که وی در آن نقش داشته‌است می‌توان به غرور یانکی‌ها (۱۹۴۲) و شجاعت لسی (۱۹۴۶) اشاره کرد.
وی در ۱۵ نوامبر ۲۰۰۳ در سن ۷۶ سالگی بر اثر نارسایی قلبی در سن خوان کپیسترانو، کالیفرنیا درگذشت.